# Острова Колосова
Острова́ Ко́лосова — группа из двух островов в составе архипелага Северная Земля (Россия). Административно относятся к Таймырскому Долгано-Ненецкому району Красноярского края.

## Расположение
Расположены в Карском море в западной части архипелага к югу от залива Узкого между полуостровами Жилым и Парижской Коммуны на расстоянии 1,5 километра от мыса Свидетель на полуострове Парижской Коммуны. В районе островов Колосова лежат другие малые острова Северной Земли: Обманный — в 4 километрах к юго-востоку, Базовый — в 2,7 километрах к востоку, Забор — в 3 с небольшим километрах к северо-востоку, Близкий — в 8,2 километрах к северо-востоку и Пустой — в 9 километрах к северу. Расстояние между островами составляет около 500 метров.

## Описание
Состоят из двух вытянутых с северо-запада на юго-восток скалистых островов длиной около 750 метров каждый. Берега обрывистые, беспляжные. На обоих островах каменистые россыпи. На северном острове — редкая тундровая растительность. Существенных возвышенностей нет. Отдельных названий не имеют.
Название присвоено в 1952 году по фамилии каюра Михаила Семёновича Колосова.

## Топографические карты
- Лист карты T-46-IV,V,VI ледн. Альбанова. Масштаб: 1 : 200 000. Состояние местности на 1984-1988 год. Издание 1992 г.